# Žutičava srba
Žutičava srba (usjevna srba, žutobijela srba, smrdelj, lat. Galeopsis segetum), jdnogodišnja biljka iz roda srba ili šupljozuba, porodica medićevki. Raširena je po Europi, uključujući Hrvatsku. 
Naraste do 60cm. visine. Cvate od srpnja do listopada. Hermafrodit (ima muške i ženske organe) a oprašuju je pčele.
Djeluje kao diuretik, ekspektorant (tvar koja olakšava izbacivanje sluzi iz dišnih putova), i astringent.